# Aplocheilus
Aplocheilus is een geslacht van straalvinnige vissen uit de familie van killivisjes (Aplocheilidae). Het geslacht is voor het eerst wetenschappelijk beschreven in 1839 door McClelland.

## Soorten
- Aplocheilus blockii (Arnold, 1911)
- Aplocheilus dayi (Steindachner, 1892)
- Aplocheilus lineatus (Valenciennes, 1846)
- Aplocheilus panchax (Hamilton, 1822)
- Aplocheilus parvus (Sundara Raj, 1916)
- Aplocheilus kirchmayeri Berkenkamp & Etzel, 1986
- Aplocheilus werneri Meinken, 1966